# Anthonis van Obbergen

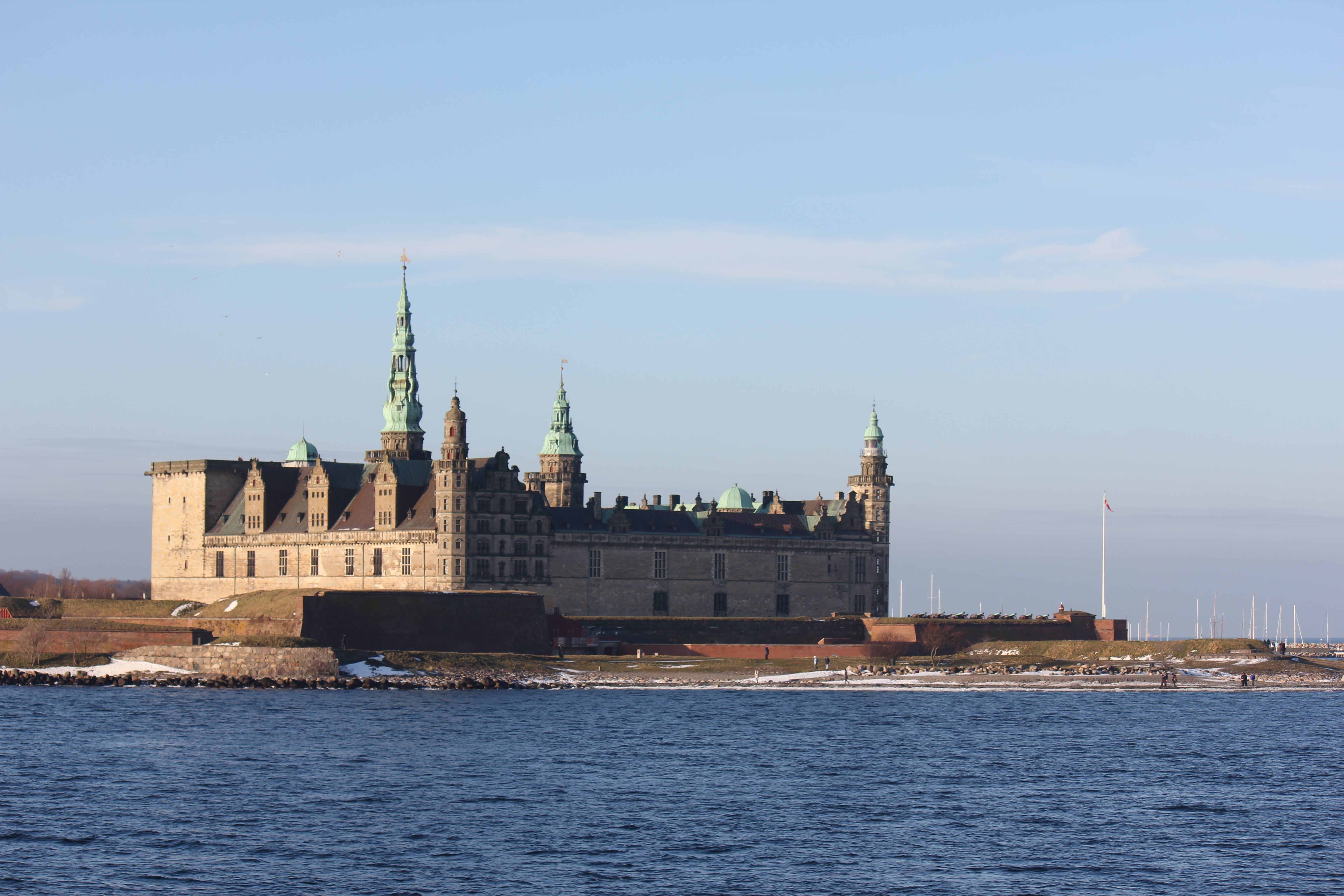
Slot Kronborg, Helsingør, Denemarken

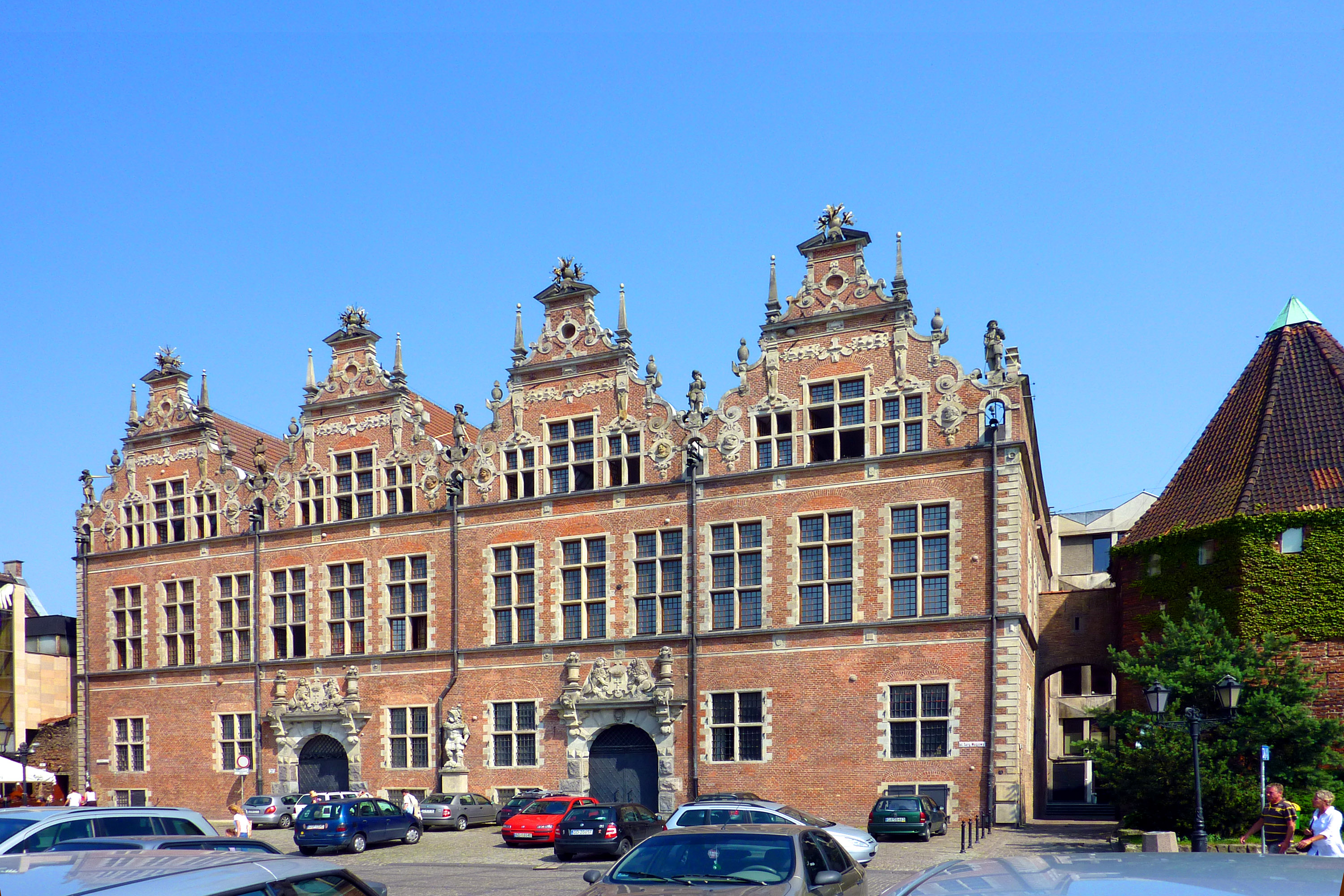
Tuighuis, Gdańsk, Polen

Anthonis van Obbergen (Antonius, Anthonis, Anthony, Antonie, Anton - Obberghen, Oberberg, Opbergen) (Mechelen, 1543 - Danzig, 1611) was een Brabantse bouwmeester van de renaissance die vooral werkzaam was in Denemarken en Polen. Hij was de voornaamste architect van het Deense slot Kronborg, het grootste kasteel van Noord-Europa.

## Biografie

### Jonge jaren
Van Obbergen, een zoon van Daniel van Opbergen en Clara NN, was in de leer bij de Mechelse bouwmeester Peter Janssenz (1559). In 1571 en 1577 maakte hij een studiereis naar de Duitse steden Ulm, Dresden, Breslau en Küstrin om vestingbouw te studeren. Hij werkte in de periode 1567-1571 aan de vestingwerken van Antwerpen.

### Denemarken
In 1577 vestigde hij zich in Denemarken, waar hij de bouw van het nieuwe slot Kronborg in Helsingør overnam van een andere Vlaamse bouwmeester, Hans Hendrik van Paesschen. Van Obbergen liet zich bij het ontwerp van Kronborg inspireren door de Vlaamse renaissance-architectuur van Antwerpen. Het imposante slot werd grotendeels verwoest door brand in 1629, maar koning Christiaan IV van Denemarken liet het herbouwen naar Obbergens ontwerp.
In 1585 had hij de leiding over de bouw van een nieuwe vuurtoren in Kullen, in wat nu Zuid-Zweden is.

### Polen
In 1586 vertrok Van Obbergen naar Danzig (Gdańsk in het huidige Polen), waar hij een aantal gebouwen in Vlaamse maniëristische renaissancestijl ontwierp. Samen met de plaatselijke bouwmeesters Jan Strakowski en Abraham van den Blocke bouwde hij het Tuighuis (1601–1609) en het Oudestadsraadhuis (1587–1595). Daarnaast ontwierp hij samen met Jan Strakowski een reeks woonhuizen in Danzig, en werkte hij aan de vestingwerken van de stad. Hij verbouwde ook het Oude Raadhuis in Thorn (Toruń in het huidige Polen), dat in 1603 gereedkwam.
- Gemeinsame Normdatei: 121983536
- International Standard Name Identifier: 0000 0000 6681 3128
- RKD-Nederlands Instituut voor Kunstgeschiedenis: 452996
- Union List of Artist Names: 500058849
- Virtual International Authority File: 27941781